# Iona Wynter
Iona Wynter-Parks (Londres, 25 de novembro de 1968) é uma ex-triatleta profissional e ciclista jamaicanas.
Iona Wynter mudou para a Jamaica com dois anos, ela representou seu país nas Olimpíadas de 2000 ficando em 34º.